# Queen Elizabeth (Schiff, 1940)
Die Queen Elizabeth war ein Passagierdampfer der Cunard Line.

## Bau und Einsatz

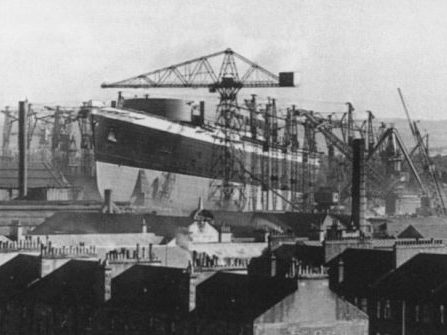
Die Queen Elizabeth im Bau

Die Queen Elizabeth war von 1938 bis 1975 mit 83.637 BRT das größte Passagierschiff; in der Länge wurde sie ab 1960 knapp von der France um eineinhalb Meter übertroffen. Wie schon einige Jahre zuvor die ähnliche Queen Mary wurde sie nach der Gattin des regierenden Königs des Vereinigten Königreichs, Elizabeth Bowes-Lyon, der Ehefrau von König Georg VI., benannt und auch von ihr getauft.
Die Queen Elizabeth wurde von der Werft John Brown & Company in Clydebank, Schottland, gebaut und lief am 27. September 1938 vom Stapel; ihre Jungfernfahrt fand jedoch erst am 3. März 1940, also erst nach dem Ausbruch des Zweiten Weltkriegs statt. Ihre erste Reise war geheim und führte sie nach New York und dann weiter nach Australien. Während des Zweiten Weltkriegs und kurz danach wurden die Queen Elizabeth und die Queen Mary als Truppentransporter eingesetzt. Durch ihre hohe Reisegeschwindigkeit von über 28 Knoten waren sie nicht durch deutsche U-Boote bedroht und konnten so außerhalb von Konvois fahren. Sie fuhr aber auch innerhalb regulärer Geleite, wie den WS-Geleitzügen.

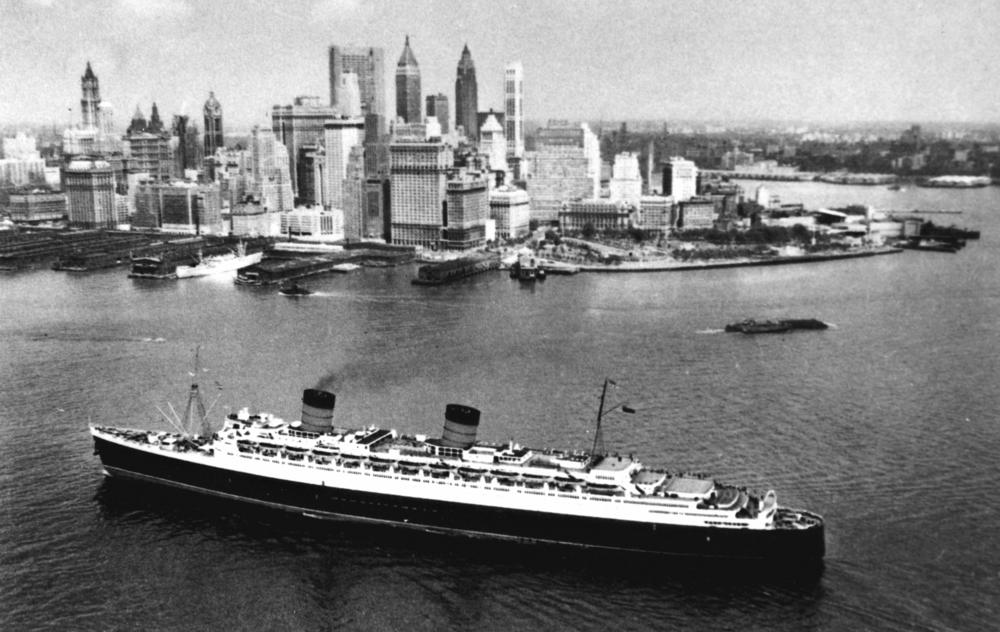
Die Queen Elizabeth läuft in New York ein

Nach dem Krieg dominierte die Queen Elizabeth zusammen mit der Queen Mary die Atlantikroute. In 761 Kabinen konnten maximal 2283 Passagiere mitreisen. Schließlich löste das schnellere Flugzeug die großen Seeschiffe als Reisemittel ab. Die Queen Mary wurde 1967, die Queen Elizabeth Ende 1968 außer Dienst gestellt. Sie wurden durch ein einzelnes, kleineres Schiff ersetzt, die Queen Elizabeth 2 (häufig auch QE2 genannt).

## Spätere Nutzung und Ende

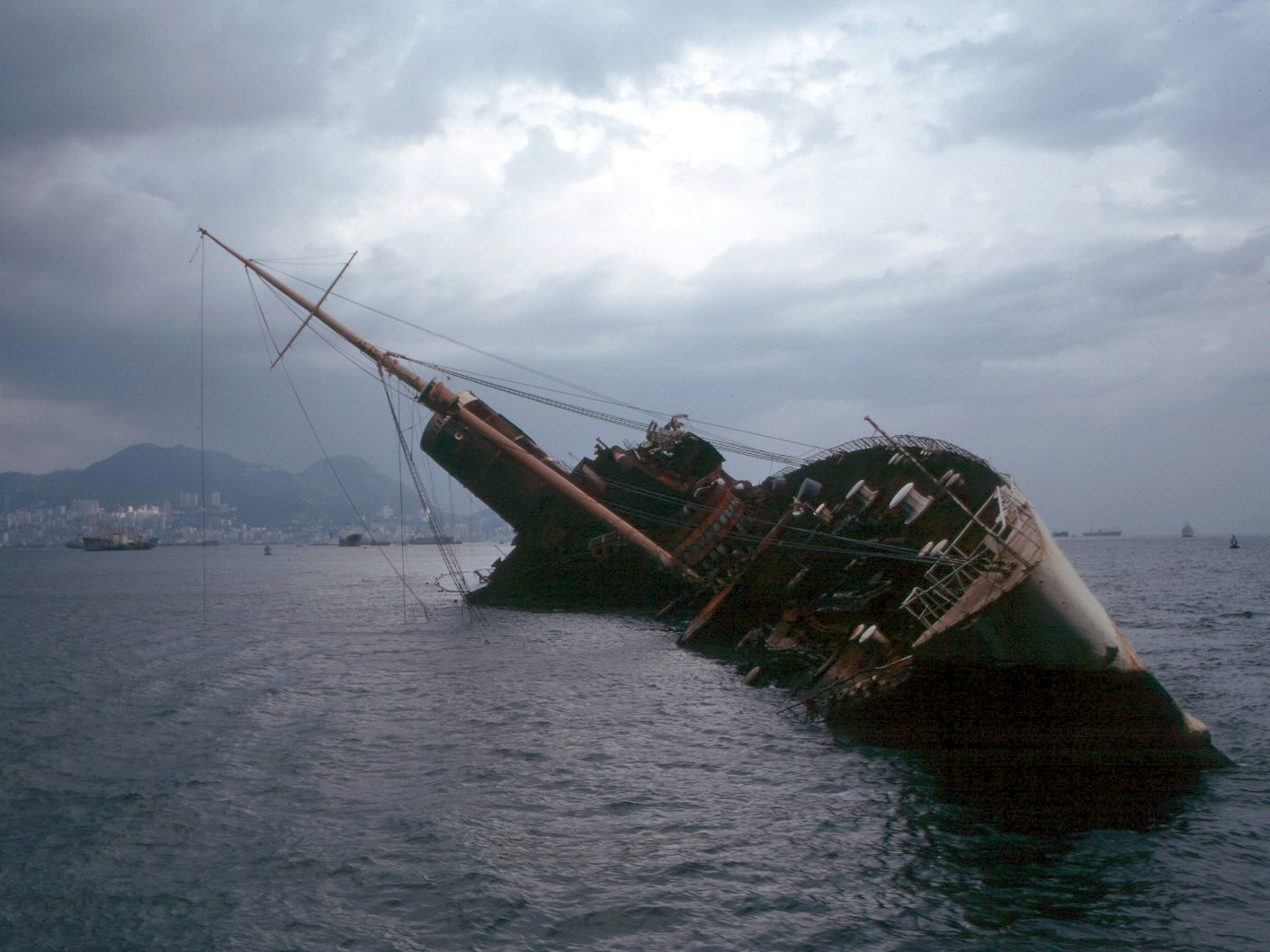
1972: Das Wrack der Seawise University

Nach ihrer Außerdienststellung wurde die Queen Elizabeth in die Vereinigten Staaten verkauft und von den neuen Eigentümern in Port Everglades (Florida), nunmehr Elizabeth genannt, als schwimmendes Hotel und Touristenattraktion genutzt. Nachdem das Schiff den Betreibern jedoch nur Verluste eingebracht hatte, wurde es stillgelegt und 1970 versteigert. Neuer Eigentümer wurde der Unternehmer Chao Yung Tung aus Hongkong. Die Elizabeth wurde in Seawise University umbenannt, nach Hongkong geschleppt und sollte dort in eine schwimmende Universität umgebaut werden. Der Name Seawise University war ein Wortspiel mit den Initialen des Eigentümers („C.Y.’s University“).
Am 9. Januar 1972, kurz vor Fertigstellung der Umbauarbeiten, wurde das Schiff durch ein Feuer (vermutlich Brandstiftung) im Hafen von Hongkong schwer beschädigt. Durch die großen Wassermengen, die bei den Löscharbeiten unkontrolliert in das Schiff eindrangen, kenterte es. Das ausgebrannte Wrack lag noch einige Jahre im Hafen; 1975 wurde die ehemalige Queen Elizabeth dann schließlich vor Ort verschrottet.

## Trivia
- Die Queen Elizabeth hielt nach ihrer Zerstörung noch mehr als 20 Jahre lang den Rekord als größtes jemals gebautes Passagierschiff und wurde erst 1996	von der Carnival Destiny übertroffen.
- Im James-Bond-Film Der Mann mit dem goldenen Colt (1974) ist das gekenterte Wrack der Queen Elizabeth/Seawise University zu sehen. In dem Film unterhält der britische Geheimdienst MI6 im schräg liegenden Wrack eine geheime Einsatzzentrale mit grotesker Inneneinrichtung. Als das Tragflügelboot, mit dem Bond von Macau nach Hongkong reist, kurz vor dem Anlegen im Hafen von Hongkong am Wrack vorbeifährt, werden die Passagiere über die Bordlautsprecher auf diese „Attraktion“ hingewiesen. Die Ansage ist aber insofern falsch, als das Jahr 1971 als Jahr der Havarie angegeben wird.
- Die Cunard Line stellte 2010 ein neues Schiff in Dienst, das ebenfalls den Namen Queen Elizabeth trägt.